# Occupation japonaise de Singapour
1942–1945
Entités précédentes :
- Établissements des détroits
- Singapour dans les Établissements des détroits

Entités suivantes :
- Administration militaire britannique de Malaisie (en)

Syonan-to (昭南, Shōnan), officiellement île Shōnan (昭南島, Shōnan-tō) était le nom officiel de Singapour sous domination japonaise après la chute et la reddition des forces militaires britanniques le 15 février 1942 pendant la Seconde Guerre mondiale.
Les forces militaires japonaises ont occupé la colonie britannique après avoir vaincu la garnison combinée britannique, indienne, australienne et malaise lors de la bataille de Singapour. L'occupation devint un tournant majeur dans l'histoire de plusieurs nations, dont celles du Japon, de la Grande-Bretagne et de Singapour. Singapour fut rebaptisée Île Shōnan (昭南島, Shōnan-tō) , mot signifiant en français « lumière des Sud » et intégrée dans la Sphère de coprospérité de la grande Asie orientale malgré la Stratégie de Singapour,. 
Singapour retourna officiellement sous domination coloniale britannique le 12 septembre 1945 lors de l'opération Tiderace, à la suite de la signature officielle de l'instrument de cession au bâtiment municipal, maintenant connu sous le nom de City Hall. Singapour deviendra une cité-État souveraine 20 ans plus tard, en 1965. 
L'occupation japonaise continue d'être commémorée avec la Journée de la défense totale, qui est célébrée chaque année à Singapour le 15 février, jour de la reddition des Britanniques aux Japonais en 1942.

## Événements menant à l'occupation

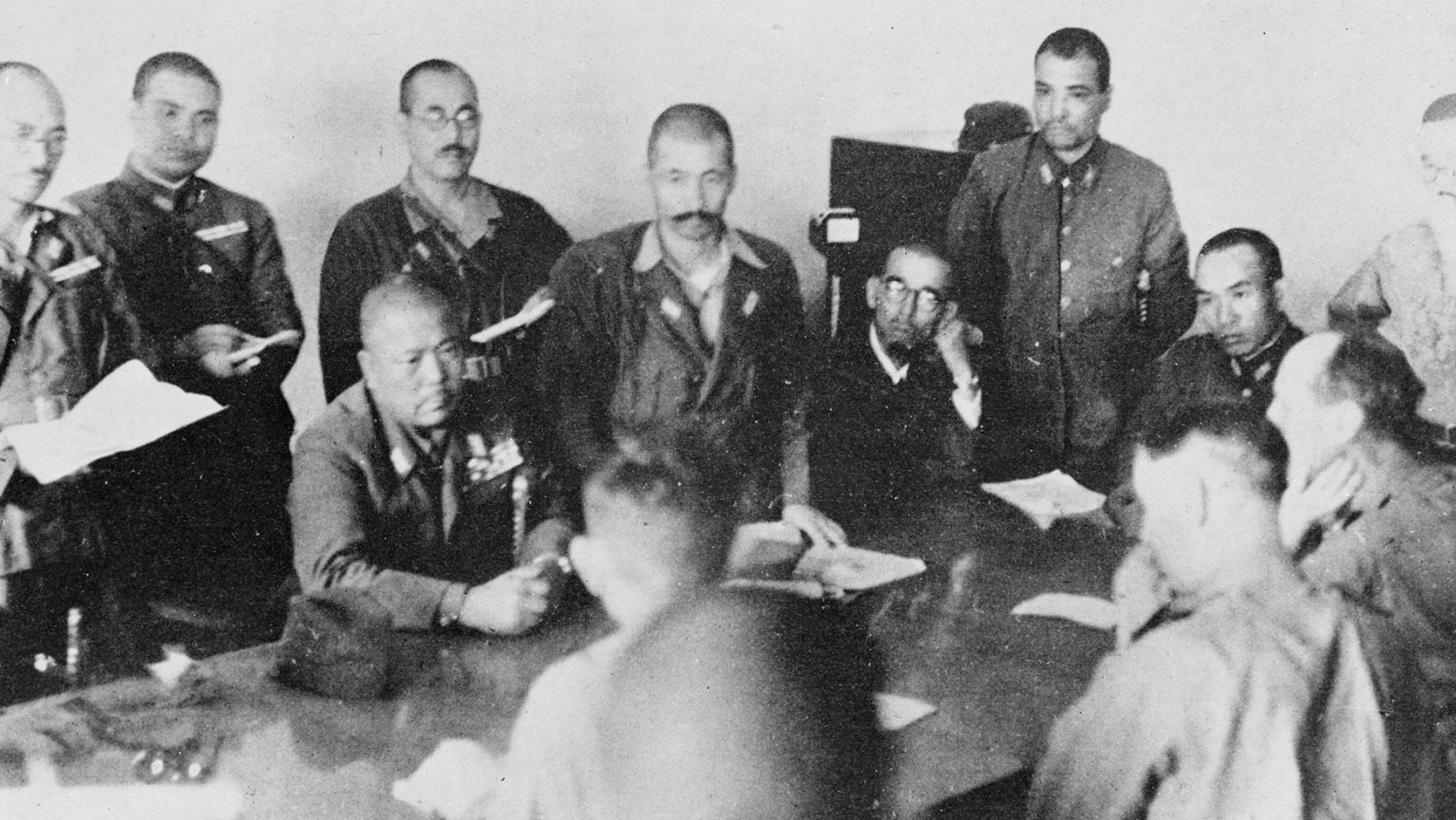
La Grande-Bretagne cède Singapour aux Japonais. Le lieutenant-général Yamashita (assis, troisième à partir de la gauche) fait face au lieutenant-général Percival (assis deuxième à droite, dos à la caméra).

Les Japonais ont capturé la Malaisie britannique au cours de la campagne malaise en un peu plus de deux mois. La garnison qui défendait Singapour s'est rendue le 15 février 1942, une semaine seulement après le début de l'invasion de l'île. La chute de Singapour fut décrite par Winston Churchill comme « le pire désastre et la capitulation la plus importante de l'histoire britannique ».

## La vie pendant l'occupation

### Temps de la terreur de masse
Le Kempeitai (la police militaire japonaise), qui était l'unité d'occupation dominante à Singapour, commit de nombreuses atrocités envers les civils. Ils introduisirent le système de « Sook Ching », qui signifie « purger par purification » en chinois, pour se débarrasser de ceux, surtout les Chinois d'origine, jugés hostiles à l'empire du Japon (éléments anti-japonais dans la population locale). Le massacre de Sook Ching coûta la vie à 25 à 55 000 Chinois de souche à Singapour ainsi que dans la Malaisie voisine. Ces victimes, principalement des hommes âgés de 18 à 50 ans, furent arrêtées et emmenées dans des endroits déserts et des endroits éloignés autour de l'île, tels que le camp de Changi, Punggol Point et Siglap, et tuées systématiquement par balles. De plus, les Kempeitai établirent un réseau d'informateurs locaux à l'échelle de l'île qui les aidaient à identifier des individus soupçonnés d'être anti-japonais. Ces informateurs étaient bien payés par les Kempeitai et n'avaient aucune crainte d'être arrêtés car leur loyauté n'était pas remise en question par les forces d'occupation. Ces informateurs travaillaient dans les centres de dépistage de Kempeitai où les Japonais tentaient de détecter des éléments anti-japonais. Les soldats japonais et les officiers Kempeitai patrouillaient souvent dans les rues et tous les civils devaient s'incliner devant eux avec respect lorsqu'ils passaient. Ceux ne respectant pas ce signe de soumission étaient giflés, punis, battus, certains emmenés en prison ou même menacés d'exécution.

### Autres changements
Pour décourager l'influence occidentale, que le Japon a cherché à éliminer dès le début de leur invasion, les Japonais créèrent des écoles et des établissements d'enseignement et firent pression sur la population locale pour qu'elle apprenne le japonais. Des manuels et des guides linguistiques ont été imprimés en japonais et des programmes de radio et des films diffusés en japonais. Chaque matin, les écoliers devaient se tenir face à la direction du Japon (dans le cas de Singapour, en regardant vers le nord-est) et chanter l'hymne national japonais (« Kimi ga yo »). Des bannières et des affiches de propagande japonaise ont également été placées dans tout Singapour, de nombreux bâtiments officiels étant pavoisés aux couleurs impériales.

### Rareté des biens de première nécessité

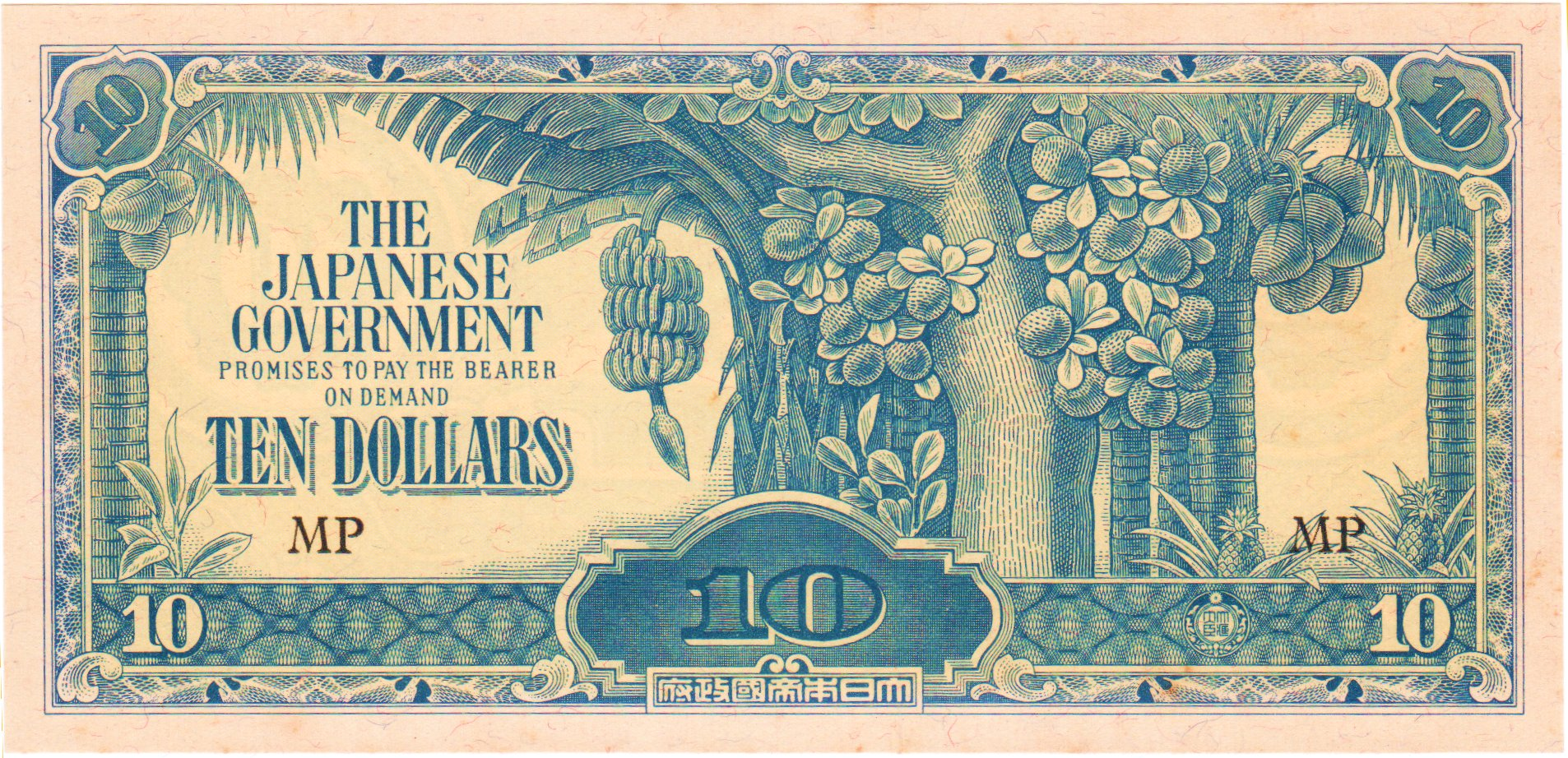
Un billet de 10 dollars « Banana Money » émis pendant la guerre.

Les ressources de base, allant de la nourriture aux médicaments, étaient rares pendant l'occupation. Les prix des produits de première nécessité ont considérablement augmenté au cours des trois ans et demi en raison de l'hyperinflation. Par exemple, le prix du riz passa de cinq dollars malais pour cent catties (environ 60 kg) à 5 000 dollars malais à la fin de l'occupation entre août et septembre 1945. Les Japonais ont émis des cartes de rationnement, également connues sous le nom de « certificats de vie en paix»  pour limiter la quantité de ressources distribuées à la population civile. Les adultes pouvaient acheter 5 kg de riz par mois et les enfants reçurent 2 kg. La quantité de riz pour adultes fut réduite de 25% au fil du conflit, car une grande partie des maigres approvisionnements en riz était envoyée pour nourrir les troupes japonaises.
Les Japonais ont émis la « Banana Money » (ainsi désignée en raison de l'image d'un bananier imprimée sur la plupart de ces billets) comme monnaie principale pendant la période d'occupation, car la monnaie britannique devint plus rare, avant d'être supprimée lorsque les Japonais prirent le relais en 1942. Ils instituèrent des éléments d'une économie dirigée dans laquelle les restrictions favorisèrent un marché noir des ressources clés rares telles que le riz, la viande et les médicaments. La monnaie « banane » commença à souffrir d'une forte inflation et chuta de façon drastique car les autorités d'occupation imprimaient simplement plus chaque fois qu'elles en avaient besoin ; par conséquent, sur le marché noir, la monnaie britannique était plus largement utilisée.
La disponibilité et la qualité des aliments ont considérablement diminué. Les patates douces, le tapioca et les ignames sont devenus l'aliment de base de la plupart des Singapouriens, car ils étaient considérablement moins chers que le riz et pouvaient également être cultivés rapidement et facilement dans les jardins. Ils furent ensuite transformés en une variété de plats, à la fois comme desserts et pour les trois repas de la journée. Ces aliments ont aidé à repousser la famine, avec un succès limité en termes de nutriments, et de nouvelles façons de consommer des patates douces, le tapioca et les ignames avec d'autres produits ont été inventées pour aider à éviter la monotonie. Les autorités coloniales britanniques et japonaises ont encouragé la population à cultiver sa propre nourriture même sur des superficies minuscules. L'encouragement et la production étaient similaires à ce qui s'est produit avec les « jardins de la victoire » dans les pays occidentaux (principalement en Europe) pendant la Seconde Guerre mondiale, les approvisionnements alimentaires devenant de plus en plus rares. L'Ipomoea aquatica, qui poussait relativement facilement et s'épanouissait relativement bien près des sources d'eau, devint une culture vivrière populaire tout comme les autres légumes.

## Éducation
Après avoir capturé Singapour, les Japonais ont créé la Shōnan Nihon Gakuen (école japonaise de Shonan), afin d'éduquer les Malais, Chinois, Indiens et Eurasiens dans la langue japonaise. Faye Yuan Kleeman, l'auteur de Under an Imperial Sun: Japanese Colonial Literature of Taiwan and the South, écrivit à propos de cette école qu'elle fut la plus prestigieuse d'Asie du Sud-Est. Pendant l'occupation, les Japonais ouvrirent également l'école populaire de Shonan.

## Attaques alliées

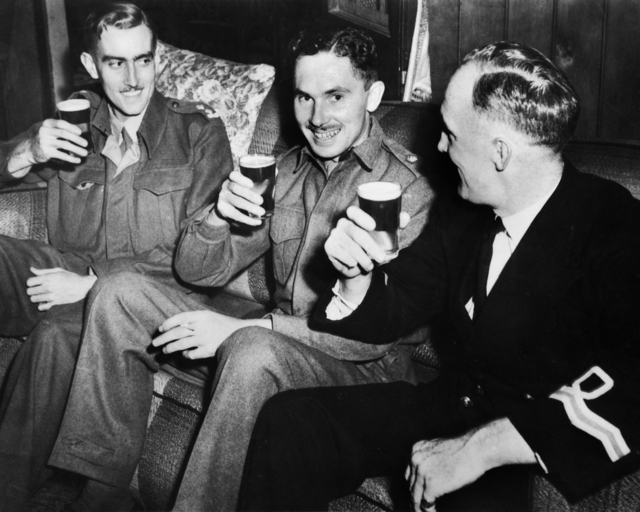
Ivan Lyon (au centre) célébrant avec deux autres membres de la Z Special Unit le succès de l'opération Jaywick.

Singapour était la cible de diverses opérations organisées par les forces alliées afin de perturber les activités militaires japonaises. Le 26 septembre 1943, une unité de commando alliée connue sous le nom de unité spéciale Z (en) dirigée par le major Ivan Lyon (en) s'infiltra dans le port de Singapour et coula ou endommagea sept navires japonais totalisant plus de 39 000 tonneaux. Lyon mena une autre opération, baptisée « Rimau », avec le même objectif près d'un an plus tard et coula trois navires. Lyon et treize de ses hommes ont été tués en combattant les Japonais. Les dix autres hommes qui ont participé à l'opération ont été capturés, accusés d'espionnage devant un tribunal kangourou et exécutés par la suite.
Lim Bo Seng de la Force 136 dirigea une autre opération, nommée Gustavus, pour laquelle il recruta et forma des centaines d'agents secrets en provenance de Chine et d'Inde pour des missions de renseignement militaire intensives. Il mit sur pied la Force opérationnelle 136 de guérilla sino-britannique en 1942 avec le capitaine John Davis du Special Operations Executive (SOE). L'opération Gustavus visait à établir un réseau d'espionnage en Malaisie et à Singapour pour recueillir des renseignements sur les activités japonaises et ainsi aider les Britanniques dans l'opération Zipper - le nom de code de leur plan visant à reprendre Singapour aux Japonais. La Force 136 a été dissoute après la guerre.
En août 1945, deux sous-marins de poche de la classe XE de la Royal Navy ont participé à l'opération Struggle, un plan visant à infiltrer le port de Singapour et à saboter les croiseurs japonais Takao et Myōkō à l'aide de mines limpet. Ils infligèrent de lourds dégâts au Takao, ce qui valut au lieutenant Ian Edward Fraser la Croix de Victoria. De novembre 1944 à mai 1945, Singapour fut soumis à des raids aériens par des unités de bombardiers à longue portée britanniques et américains.
Les installations navales et les quais de Singapour ont également été bombardés à onze reprises par des unités aériennes américaines entre novembre 1944 et mai 1945. Ces attaques causèrent des dégâts à leurs cibles mais un certain nombre de civils en furent aussi les victimes. Cependant, la plupart des Singapouriens accueillirent favorablement ces raids, considérés comme annonçant la libération imminente de Singapour de la domination japonaise.

## Fin de l'occupation

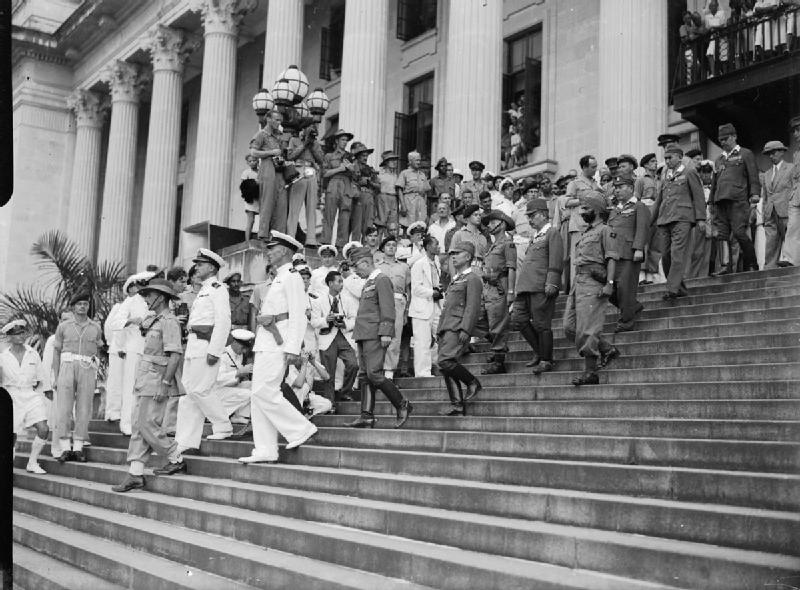
La délégation japonaise quitte le bâtiment municipal après la cérémonie de reddition du 12 septembre 1945.

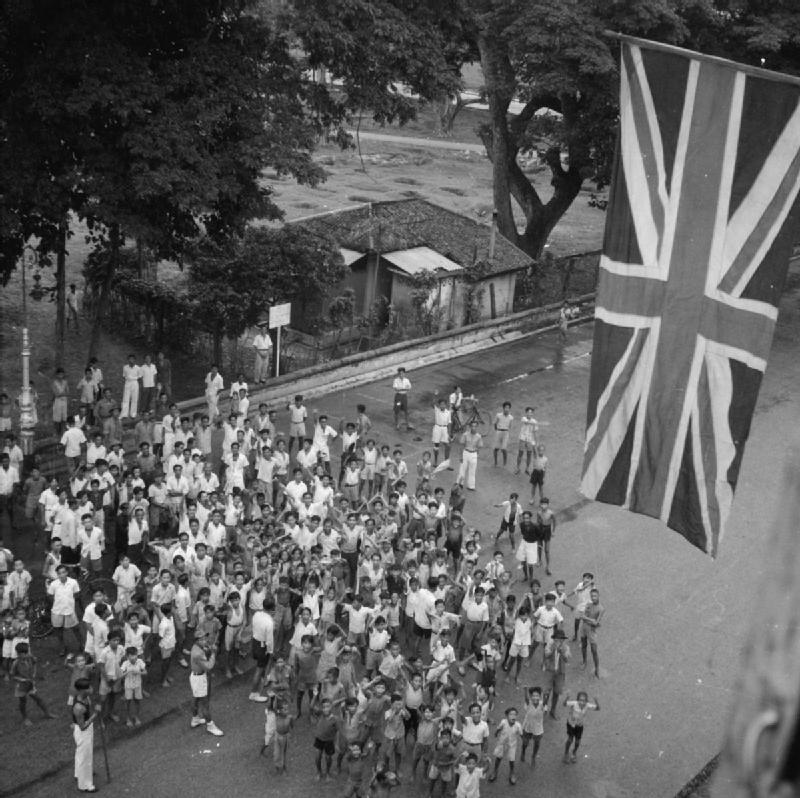
Une foule enthousiaste se félicite du retour des forces britanniques le 5 septembre 1945.

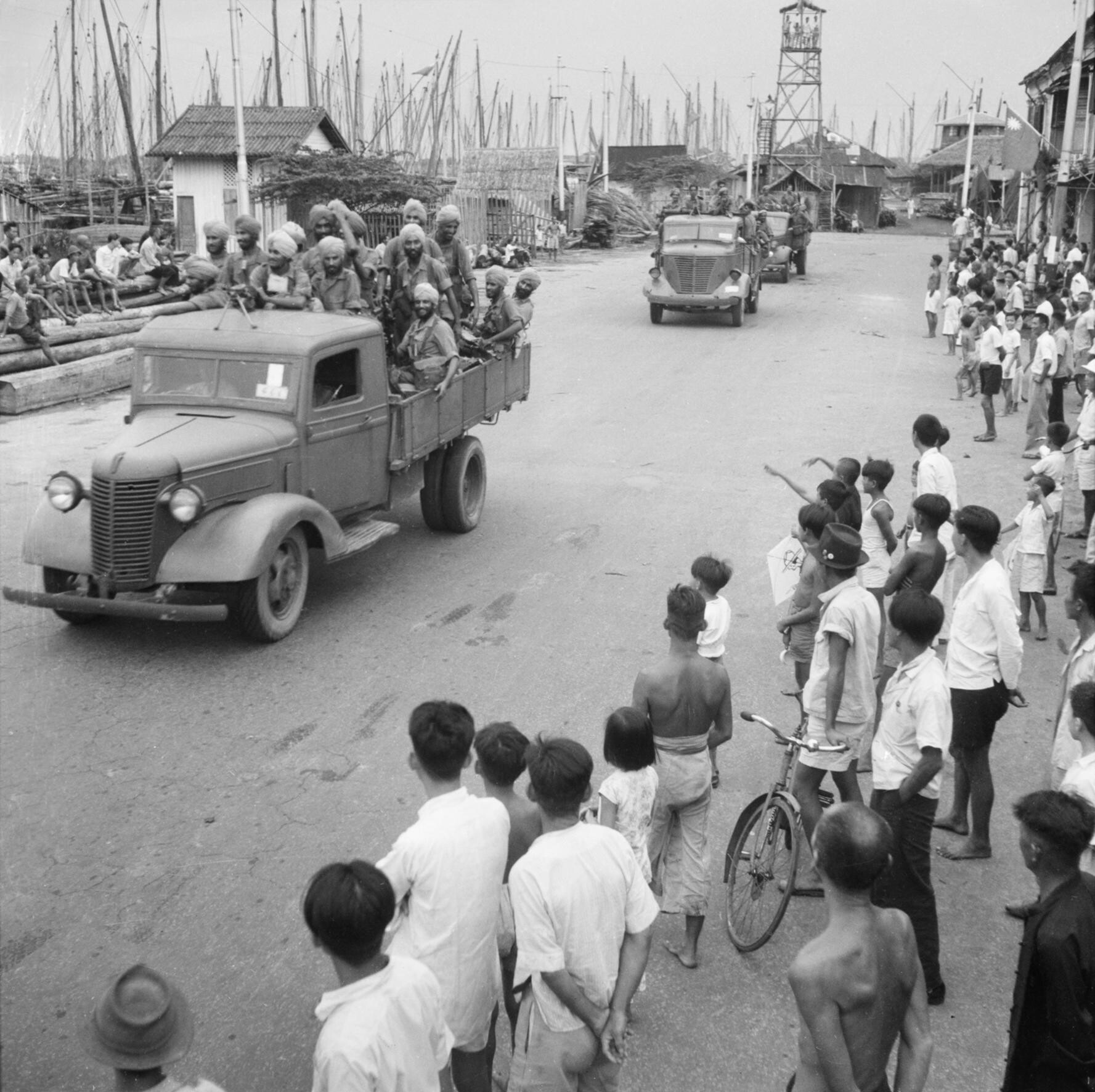
La 5e division indienne traverse les rues peu de temps après son débarquement dans le cadre de la force de réoccupation.

Le 6 août 1945, les États-Unis firent exploser une bombe atomique au-dessus de la ville japonaise d'Hiroshima. Seize heures plus tard, le président américain Harry S. Truman appela de nouveau à la reddition du Japon, avertissant les Japonais de s'attendre à un « déluge de ruines venu des airs comme il n'en a jamais été vu de semblable sur cette Terre ». Le 8 août 1945, l'Union soviétique déclara la guerre au Japon et le 9 août 1945, celle-ci envahit l'État fantoche impérial japonais du Mandchoukouo. Plus tard dans la journée, les États-Unis larguèrent une deuxième bombe atomique, cette fois sur la ville japonaise de Nagasaki. À la suite de ces événements, l'empereur Hirohito ordonna au Conseil suprême de la direction de la guerre d'accepter les conditions que les Alliés avaient fixées lors de la conférence de Potsdam afin de mettre fin à la guerre. Après plusieurs jours de négociations en coulisses et un coup d'État raté, l'empereur Hirohito prononça une allocution radio enregistrée à travers l'Empire le 15 août. Dans le discours à la radio, appelé Gyokuon-hōsō, il annonça la reddition du Japon aux Alliés.
La cérémonie de capitulation eut lieu le 2 septembre, à bord du cuirassé de la marine américaine USS Missouri, au cours de laquelle des représentants du gouvernement japonais signèrent les actes de reddition, mettant ainsi fin aux hostilités.
Le 12 septembre 1945, un acte de reddition fut signé au bâtiment municipal de Singapour. Cela fut suivi d'une célébration au Padang, qui comprenait un défilé de la victoire. Lord Louis Mountbatten, commandant suprême allié du South East Asia Command, vint à Singapour pour recevoir la reddition formelle des forces japonaises des mains du général Seishirō Itagaki, au nom du général Hisaichi Terauchi. Une administration militaire britannique (en), utilisant les troupes japonaises comme forces de sécurité, fut formée pour gouverner l'île jusqu'en mars 1946.
Après la capitulation des Japonais, il y eut un état d'instabilité à Singapour, car les Britanniques n'étaient pas encore arrivés afin d'en prendre le contrôle. Les occupants japonais avaient une emprise considérablement affaiblie sur la population. De nombreux cas de pillage et de vengeance eurent lieu. Une grande partie de l’infrastructure avait été détruite, notamment les installations portuaires et les services d’électricité, d’eau et de téléphone. Il fallut quatre ou cinq ans pour que l'économie revienne à son niveau d'avant-guerre. À l'arrivée des troupes britanniques, la foules les accueillirent avec acclamations et fanfare.
La Banana money devint sans valeur après la fin de l'occupation.

## Mémoriaux

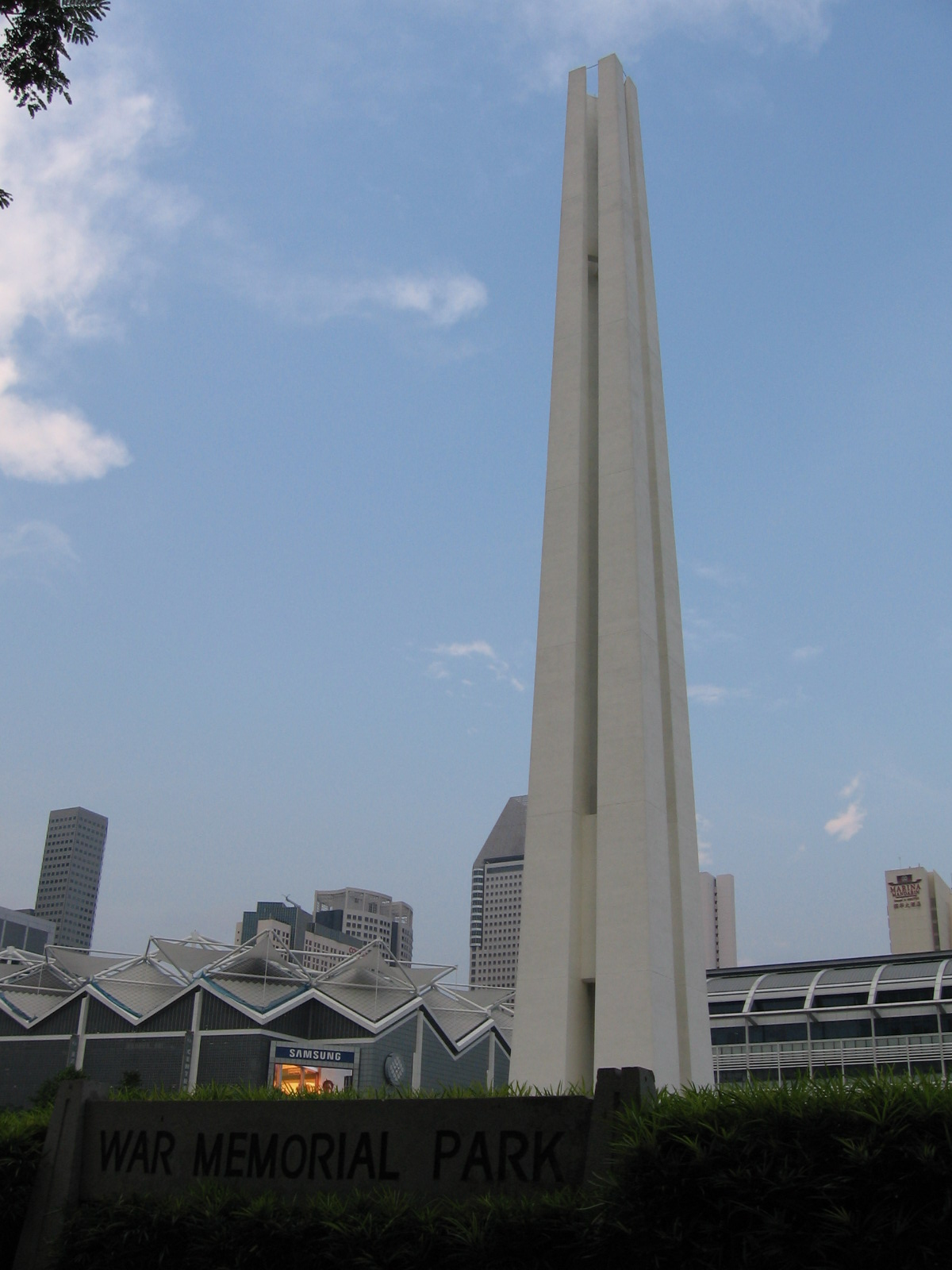
Le Civilian War Memorial dans le War Memorial Park à Beach Road. Les quatre colonnes représentent symboliquement les quatre ethnies principales de Singapour, à savoir les Chinois, les Malais, les Indiens et les Eurasiens.

Afin de garder vive la mémoire de l'occupation japonaises pour les générations futures, le gouvernement de Singapour érigea plusieurs mémoriaux dont certains sur les anciens sites de massacres :

### Civilian War Memorial
Géré par la Chambre de commerce et d'industrie chinoise de Singapour, le Civilian War Memorial (en) est situé dans le War Memorial Park à Beach Road. Composé de quatre colonnes de béton blanc, ce mémorial de 61 mètres de haut commémore les civils morts de toutes ethnies. Il a été érigé à la suite de la découverte de milliers de restes humains dans tout Singapour lors du boom du réaménagement urbain au début des années 1960. Le mémorial a été officiellement dévoilé par le premier Premier ministre de Singapour, Lee Kuan Yew, à l'occasion du 25e anniversaire du début de l'occupation japonaise en 1967. Il fut construit avec une partie de l'indemnisation de 50 millions de dollars singapouriens versée par le gouvernement japonais en octobre 1966. S'exprimant lors de la cérémonie de dévoilement, Lee a déclaré :

« Nous nous réunissons pour nous souvenir des hommes et des femmes qui ont été les malheureuses victimes de l'un des feux de l'histoire... Si aujourd'hui nous nous souvenons de ces leçons du passé, nous renforcerons notre détermination à rendre notre avenir plus sûr et ces hommes et ces femmes que nous pleurons ne seront pas morts en vain. »

Le 15 février de chaque année, des services commémoratifs (ouverts au public) ont lieu au mémorial.

### Sook Ching Centre Monument
Ce monument se trouve dans l'enceinte du complexe Hong Lim à Chinatown. L'inscription sur le monument se lit comme suit :

« Le site était l'un des centres d'enregistrement temporaire de la police militaire japonaise, le Kempeitai, pour le dépistage des Chinois « anti-japonais ».
Le 18 février 1942, trois jours après la reddition de Singapour, le Kempeitai a lancé une purge d'un mois pour traquer les « éléments anti-japonais » dans une opération appelée « Sook Ching ». Tous les hommes chinois âgés de 18 à 50 ans, et dans certains cas les femmes et les enfants, ont reçu l'ordre de se présenter à ces centres d'enregistrement temporaire pour interrogatoire et identification par le Kempeitai.
Ceux réussissant l'examen arbitraire ont été libérés avec un tampon apposé sur leur visage, leurs bras ou leurs vêtements. D'autres, moins chanceux, ont été emmenés dans des quartiers périphériques de Singapour et exécutés pour des activités anti-japonaises présumées. On estime que des dizaines de milliers de personnes ont ainsi perdu la vie lors de ces purges.
Pour ceux qui ont été épargnés, l'opération « Sook Ching » reste l'un de leurs pires souvenirs de l'occupation japonaise.
— National Heritage Board. »

### Changi Beach Massacre Monument
Le site de ce monument est situé à Changi Beach Park (près du Camp Site 2) dans la partie orientale de Singapour. L'inscription sur le monument se lit comme suit :

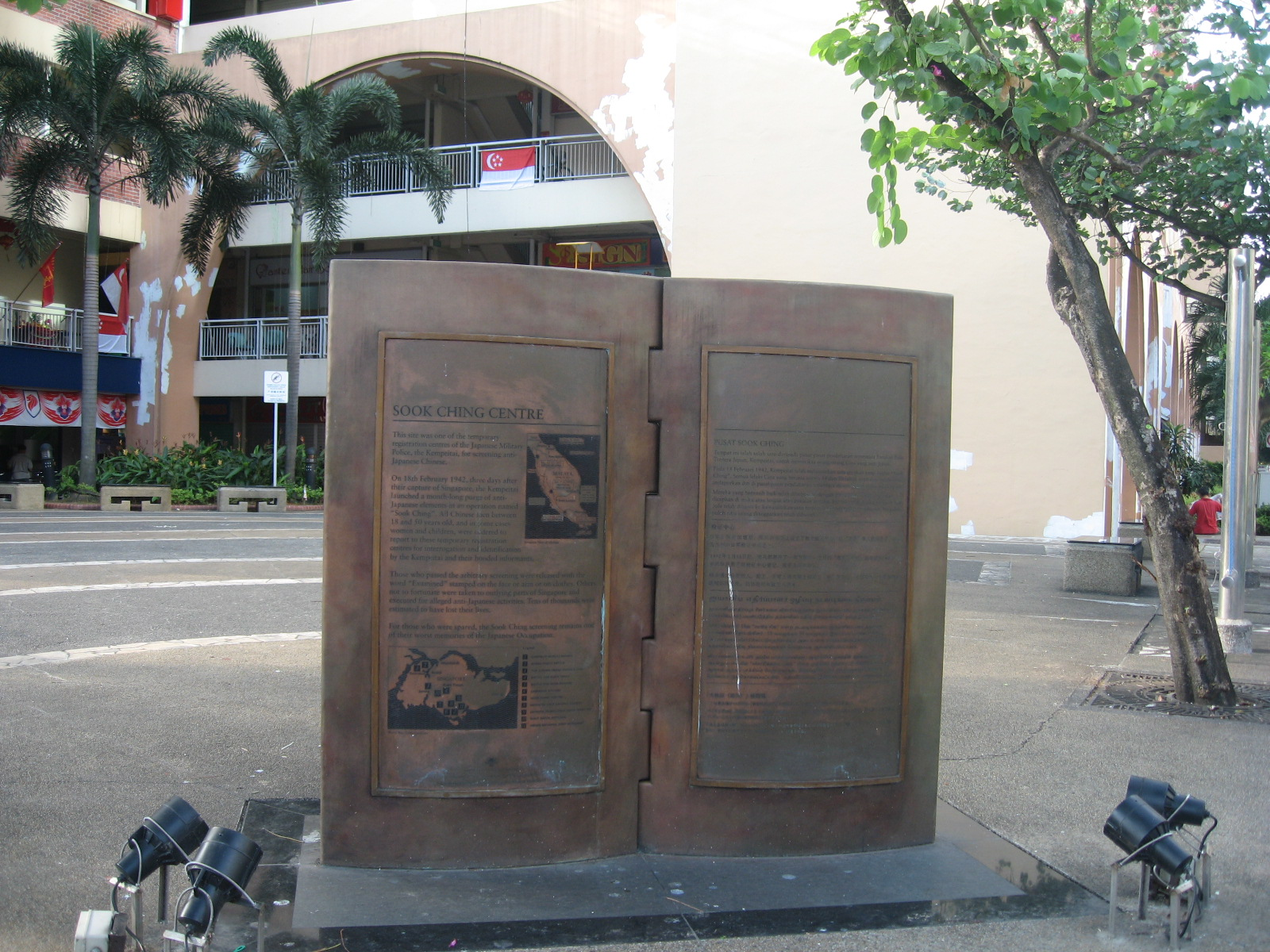
Le monument du centre de Sook Ching au complexe de Hong Lim dans le quartier chinois.

« 66 hommes civils ont été tués par les Japonais « Hojo Kempei » (police militaire auxiliaire), exécutés au bord de l'eau sur ce tronçon de la plage de Changi le 20 février 1942. Ils faisaient partie des dizaines de milliers de personnes qui ont perdu la vie pendant l'opération japonaise « Sook Ching », visant à purger les civils anti-japonais présumés parmi la population chinoise de Singapour entre le 18 février et le 4 mars 1942. La plage de Tanah Merah Besar, à quelques centaines de mètres au sud (qui fait maintenant partie de l'aéroport de Singapour-Changi) était l'un des lieux de mise à mort les plus utilisés, où plus d'un millier d'hommes et de jeunes Chinois ont perdu la vie
— National Heritage Board. »

### Punggol Beach Massacre Monument
Le site de ce monument est situé au large de Punggol Road, dans le nord-est de Singapour. L'inscription sur le monument se lit comme suit :

« Le 23 février 1942, environ 300 à 400 civils chinois ont été tués le long de Punggol par le peloton d'exécution « Hojo Kempei » (police militaire auxiliaire). Ils faisaient partie des dizaines de milliers de personnes qui ont perdu la vie au cours de l'opération japonaise « Sook Ching » visant à purger les civils anti-japonais présumés de la population chinoise de Singapour entre le 18 février et le 4 mars 1942. Les victimes qui ont péri le long de l'estran étaient 1 000 hommes chinois arrêtés à la suite d'une fouille de maison en maison de la communauté chinoise vivant le long de Upper Serangoon Road par des soldats japonais.
— National Heritage Board. »

## Dans la culture populaire
L'occupation japonaise de Singapour a été décrite dans les médias et la culture populaire, y compris les films, les séries télévisées et les livres.

### Film
- Leftenan Adnan (2000), un film malaisien se déroulant lors de la bataille de Singapour.

### Séries télévisées
- Premiers épisodes de Tenko, une production BBC / ABC.
- The Heroes (1988), une coproduction australo-britannique.
- Heroes II: The Return (1991), une mini-série australienne.
- The Last Rhythm (1996), une série en langue chinoise produite par la Television Corporation of Singapore (TCS).
- The Price of Peace (1997), produit par le TCS.
- A War Diary (2001), produit par MediaCorp.
- In Pursuit of Peace (2001), produit par MediaCorp.
- Changi (2001), produit par l'Australian Broadcasting Corporation .
- The Journey: Tumultuous Times (2014), produit par MediaCorp.
- The Forgotten Army - Azaadi Ke Liye (2020), produit par Kabir Khan Films Pvt. Ltd.

## Liste des monuments et sites historiques
- Civilian War Memorial (en)
- Kranji War Memorial (en)
- Changi Chapel and Museum
- Kenpeitai East District Branch (en)
- Alexandra Hospital (en)
- Former Ford Factory (en)